# Tina Štrancar
Tina Štrancar (* 1985 in Ljubljana, Slowenien) ist eine slowenische Übersetzerin deutscher Literatur.

## Leben und Wirken
Štrancar studierte Deutsche Sprache und Literatur an der Philosophischen Fakultät der Universität Ljubljana. Nachdem sie dieses Studium 2009 abgeschlossen hatte, begann sie ein Doktoratsstudium und verbrachte drei Jahre in Berlin. 2018 promovierte sie mit einer Arbeit zum Erinnerungsdiskurs in Familiengeschichten der zeitgenössischen deutschen Literatur.
Bereits während ihres Studiums begann Štrancar, Literatur aus dem Deutschen zu übersetzen. Sie übersetzt Prosa, Poesie und Kinder- und Jugendliteratur. Zu den von ihr übersetzen Autoren zählen u. a. Kurt Tucholsky, Theodor Fontane, Michael Stavarič, Jenny Erpenbeck und Daniel Kehlmann. Außerdem ist sie Mentorin für Übersetzungen aus dem Deutschen beim alljährlichen Übersetzungsseminar des slowenischen Öffentlichen Fonds für kulturelle Aktivitäten (JSKD). Štrancar ist Mitglied des Verbands slowenischer Literaturübersetzer.

## Übersetzungen (Auswahl)
- Dimitré Dinev: Luč nad glavo. Ljubljana: LUD Literatura, 2022. (Original: Ein Licht über dem Kopf)
- Theodor Fontane: Zmote in zmešnjave. Dob: Miš, 2022. (Original: Irrungen, Wirrungen)
- Carolina Schutti: Nekoč sem hodila po mehki travi. Dob: Miš, 2020. (Original: Einmal muss ich über weiches Gras gelaufen sein)
- Laura Freudenthaler: Zgodba o duhu. Maribor: Pivec, 2020. (Original: Geistergeschichte)
- Kurt Tucholsky: Grad Gripsholm: poletna zgodba. Dob: Miš, 2019. (Original: Schloß Gripsholm)
- Monique Schwitter: Spomin zlatih ribic. Ljubljana: LUD Literatura, 2017. (Original: Goldfischgedächtnis)
- Michael Stavarič: Mala Matilda. Jezero: Morfem, 2014. (Original: Die kleine Sensenfrau)
- Nico Bleutge: Poblisk. Ljubljana: Študentska založba, 2013. Zweisprachige Ausgabe.
- Jenny Erpenbeck: Srečišče. Maribor: Litera, 2011. (Original: Heimsuchung)
- Daniel Kehlmann: Slava. Roman v devetih zgodbah. Ljubljana: Študentska založba, 2010. (Original: Ruhm. Ein Roman in neun Geschichten)